# Jason Kubler
 Jason Kubler  (nacido el 19 de mayo de 1993 en Brisbane) es un tenista profesional australiano.

## Torneos de Grand Slam

### Dobles

#### Victorias (1)
| Año  | Torneo               | Pareja         | Oponentes en la final  | Resultado   |
| 2023 | Abierto de Australia | Rinky Hijikata | Hugo Nys Jan Zieliński | 6-4, 7-6(4) |

### Dobles mixto

#### Finalista (1)
| Año  | Torneo               | Pareja         | Oponentes en la final          | Resultado |
| 2022 | Abierto de Australia | Jaimee Fourlis | Kristina Mladenovic Ivan Dodig | 3-6, 4-6  |

## Carrera
Su mejor ranking individual es el n.º 98 alcanzado el 27 de agosto de 2018, mientras que en dobles logró la posición 354 el 30 de julio de 2018.
No ha logrado hasta el momento títulos de la categoría ATP sí 7 de la ATP Challenger Tour, y ha obtenido varios títulos Futures tanto en individuales como en dobles.

## Títulos ATP (1; 0+1)

### Dobles (1)
| Leyenda                         |
| Grand Slam (1)                  |
| ATP Wourld Tour Finals (0)      |
| ATP Masters 1000 World Tour (0) |
| ATP World Tour 500 series (0)   |
| ATP World Tour 250 series (0)   |

| N.º | Fecha               | Torneo               | Superficie | Pareja         | Oponentes en la final  | Resultado   |
| --- | ------------------- | -------------------- | ---------- | -------------- | ---------------------- | ----------- |
| 1.  | 28 de enero de 2023 | Abierto de Australia | Dura       | Rinky Hijikata | Hugo Nys Jan Zieliński | 6-4, 7-6(4) |

#### Finalista (2)
| N.º | Fecha                    | Torneo    | Superficie | Pareja       | Oponentes en la final             | Resultado   |
| --- | ------------------------ | --------- | ---------- | ------------ | --------------------------------- | ----------- |
| 1.  | 31 de julio de 2022      | Atlanta   | Dura       | John Peers   | Thanasi Kokkinakis Nick Kyrgios   | 6-7(4), 5-7 |
| 2.  | 25 de septiembre de 2022 | San Diego | Dura       | Luke Saville | Nathaniel Lammons Jackson Withrow | 6-7(5), 2-6 |

## Títulos ATP Challenger (9; 9+0)

### Individuales (9)
| N.º | Fecha                    | Torneo                      | Superficie    | Oponente         | Resultado        |
| --- | ------------------------ | --------------------------- | ------------- | ---------------- | ---------------- |
| 1.  | 28 de septiembre de 2014 | Challenger de Sibiu         | Tierra batida | Radu Albot       | 6-4, 6-1         |
| 2.  | 28 de octubre de 2017    | Challenger de Traralgon     | Dura          | Alex Bolt        | 2-6, 7-6, 7-6    |
| 3.  | 5 de enero de 2018       | Challenger de Playford City | Dura          | Brayden Schnur   | 6-4, 6-2         |
| 4.  | 15 de julio de 2018      | Challenger de Winnipeg      | Dura          | Lucas Miedler    | 6-1, 6-1         |
| 5.  | 21 de julio de 2018      | Challenger de Gatineau      | Dura          | Enzo Couacaud    | 6-4, 6-4         |
| 6.  | 1 de agosto de 2021      | Challenger de Lexington     | Dura          | Alejandro Tabilo | 7-5, 26-7, 7-5   |
| 7.  | 5 de junio de 2022       | Challenger de Little Rock   | Dura          | Wu Tung-Lin      | 6-0, 6-2         |
| 8.  | 24 de junio de 2023      | Challenger de Ilkley        | Césped        | Sebastian Ofner  | 6-4, 6-4         |
| 9.  | 27 de abril de 2025      | Challenger de Gwangju       | Dura          | Alibek Kachmazov | 7-5, 6-7(7), 6-3 |